# Tuberolabium
Tuberolabium es un género de orquídeas epifitas originarias de los trópicos de Asia y Taiwán. Comprende 26 especies descritas y de estas, solo 17 aceptadas.

## Taxonomía
El género fue descrito por Yoshimatsu Yamamoto y publicado en Botanical Magazine 38: 209. 1924.

## Algunas especies aceptadas
A continuación se brinda un listado de las especies del género Tuberolabium aceptadas hasta marzo de 2013, ordenadas alfabéticamente. Para cada una se indica el nombre binomial seguido del autor, abreviado según las convenciones y usos.
- Tuberolabium binchinae P.O'Byrne & J.J.Verm.
- Tuberolabium brevirhachis (L.O.Williams) J.J.Wood
- Tuberolabium candidum P.O'Byrne
- Tuberolabium celebicum (Schltr.) J.J.Wood
- Tuberolabium coarctatum (King & Pantl.) J.J.Wood
- Tuberolabium gamma P.O'Byrne & J.J.Verm.
- Tuberolabium guamense (Ames) J.J.Wood
- Tuberolabium kotoense Yamam.
- Tuberolabium latriniforme P.O'Byrne & J.J.Verm.
- Tuberolabium pendulum P.O'Byrne & J.J.Verm.
- Tuberolabium phillipsii Choltco
- Tuberolabium rhopalorrhachis (Rchb.f.) J.J.Wood
- Tuberolabium rumphii (J.J.Sm.) J.J.Wood
- Tuberolabium sarcochiloides (Schltr.) Garay
- Tuberolabium sinapicolor P.O'Byrne & J.J.Verm.
- Tuberolabium stellatum (M.A.Clem. & al.) J.J.Wood
- Tuberolabium woodii Choltco